# クリスティーン・キーラー
クリスティーン・キーラー（Christine Keeler、1942年2月22日 - 2017年12月4日）は、イギリスのヌードモデルおよび売春婦。ハロルド・マクミラン政権の陸軍大臣のジョン・プロヒューモとの関係は、冷戦下において「プロヒューモ事件」として公の物となり、政権の交代につながった。

## プロフィール

### 生い立ち
キーラーはミドルセックス州アクスブリッジに私生児として生まれ、レイスベリーのバークシャー村で母親と継父によって育てられた。異性には好かれたが、同性からは嫌がらせを受けた。両親の愛情が薄く無関心である事から、家出や売春を公然と繰り返すようになる。15歳で彼女はロンドンのソーホーにある婦人服店のモデルの職を得たが、その後キャバレーやストリップ劇場のダンサーなど職を渡り歩いた。
キャバレーのダンサーだった16歳の当時、レールハム空軍基地に勤務するアメリカ空軍の黒人軍曹「ジム」と関係を持ち息子を出産する。キーラーはジムがアメリカに帰国した後に妊娠の事実を知った。編み針を使って堕胎を試みたが失敗し、1959年4月17日に早産したものの赤ん坊は6日後に死亡した。

### 売春婦
その夏キーラーはレイスベリーを去り、友人と短期間スロウに留まった後、ロンドンのベーカー街にあるレストランでウェイトレスの職を得る。キーラーはそこで「マレーズ・キャバレー」で働くモーリーン・オコーナーに出会う。オコーナーはキーラーをオーナーのパーシー・マレーに紹介し、マレーはトップレスのコーラスガールとしてキーラーをすぐに雇うことにする。
マレーの店で働く間に、キーラーはスティーヴン・ウォード博士に出会い、2人は間もなく共に暮らすようになる。しかしながらその関係はキーラーによれば「精神的な兄妹」の関係であったという。またこの頃よりいわゆる「高級娼婦」として不特定多数の男性と性的関係を持つことになった。客の中には駐英ソ連大使館付きの海軍上級武官のエフゲニー・イワノフも含まれていた。

### 「プロヒューモ事件」

#### プロヒューモとの関係
1961年7月にウォードは、「クリーヴデン・ハウス（バッキンガムシャーにあるアスター子爵ウィリアム・アスター所有のカントリー・ハウス）」で行われた「プール・パーティー」で、キーラーをイギリス陸軍大臣で、「イギリス政界の次世代を担う人物」として注目されていたジョン・プロヒューモに紹介した。その後プロヒューモはキーラーと金銭を介した肉体関係を持つことになるが、キーラーが同時にイギリスの仮想敵国であるソ連のイワノフ武官とも関係を持っていたことは知らなかった。
間もなくイギリスの上流階級の間においてプロヒューモとキーラーの関係に関する噂が広がり始め、この噂を知った内閣官房長官のサー・ノーマン・ブルックは、「キーラーがイワノフ武官とも関係している」というMI5長官のサー・ロジャー・ホリスのアドバイスをプロヒューモに話した。プロヒューモはこのアドバイスを受けて1961年8月9日にキーラーに「もはや会うことができない」と手紙で伝え、2人の関係は数週間で終わることとなった。

#### 機密情報漏洩疑惑
なお当初、マスコミはこの噂を「プライバシーにかかわる問題」としてあえて報じなかった。しかし、1962年12月にロンドンで発生した、キーラーと関係した他の2人の男性が銃撃された事件をきっかけに、マスコミがキーラーについての調査を始め、その中でキーラーとプロヒューモ、そしてキーラーとイワノフ武官の関係に関する噂が再び浮かび上がって来ることとなった。
その後の1963年3月21日に、労働党選出の下院議員のジョージ・ウィッグが「ある傷害事件の証人として出廷を命じられたキーラーと閣僚の1人が関係があり、国家の安全のために事件を追及すべし」とし、噂の真相究明を要求した。疑いをもたれたプロヒューモは「その女性は知っているが、不品行な関係はない」と下院で身の潔白を主張した。しかしこの前後にマスコミが、キーラーがイワノフ武官とも同時期に関係していたことを報じ始めた。このため「プロヒューモ事件」は、単なる閣僚の女性スキャンダルから、「軍事機密情報の漏洩」という国家安全に関わる問題となる。

#### 「20世紀最大のスキャンダル」
その後プロヒューモは、マクミラン首相宛の手紙の中で、「議会での発言が嘘であり、キーラーと親密な関係については認めたが、軍事機密情報の漏洩はなかった」と告白、謝罪して6月5日に辞任した。
なお、プロヒューモは辞任したものの、翌年の選挙で保守党は敗北を喫しマクミラン首相が責任を取って辞任することになるなど、プロヒューモ事件は「20世紀のイギリス政界における最大のスキャンダル」と呼ばれる事になった。

### 事件後
その後キーラーはこの事件で罪に問われることはなかったものの、銃撃事件における裁判において偽証罪で懲役9カ月の判決を受けた。さらにその後キーラーは世間の好奇の目に晒されて生きて行くこととなった。1988年には、ブライアン・フェリーの「キス・アンド・テル」のプロモーションビデオに、往年のモデルたちとともに出演した。1989年には、事件をもとにした映画『スキャンダル』が公開された。キーラーをジョアンヌ・ウォーリー＝キルマーが演じた。
2017年12月5日にキーラーの息子がフェイスブックを通じ「ここ数年慢性的な肺疾患を患っていたが、4日に死亡した」と明らかにした。

## キーラーの肖像写真
香港出身の写真家ルイス・モーリー（Lewis Morley）の撮影したキーラーの肖像写真は、1960年代のイギリスを象徴する写真として最も有名である。写真には複数のパターンがあり、しばしば風刺として模倣されている。